# Wes Chatham

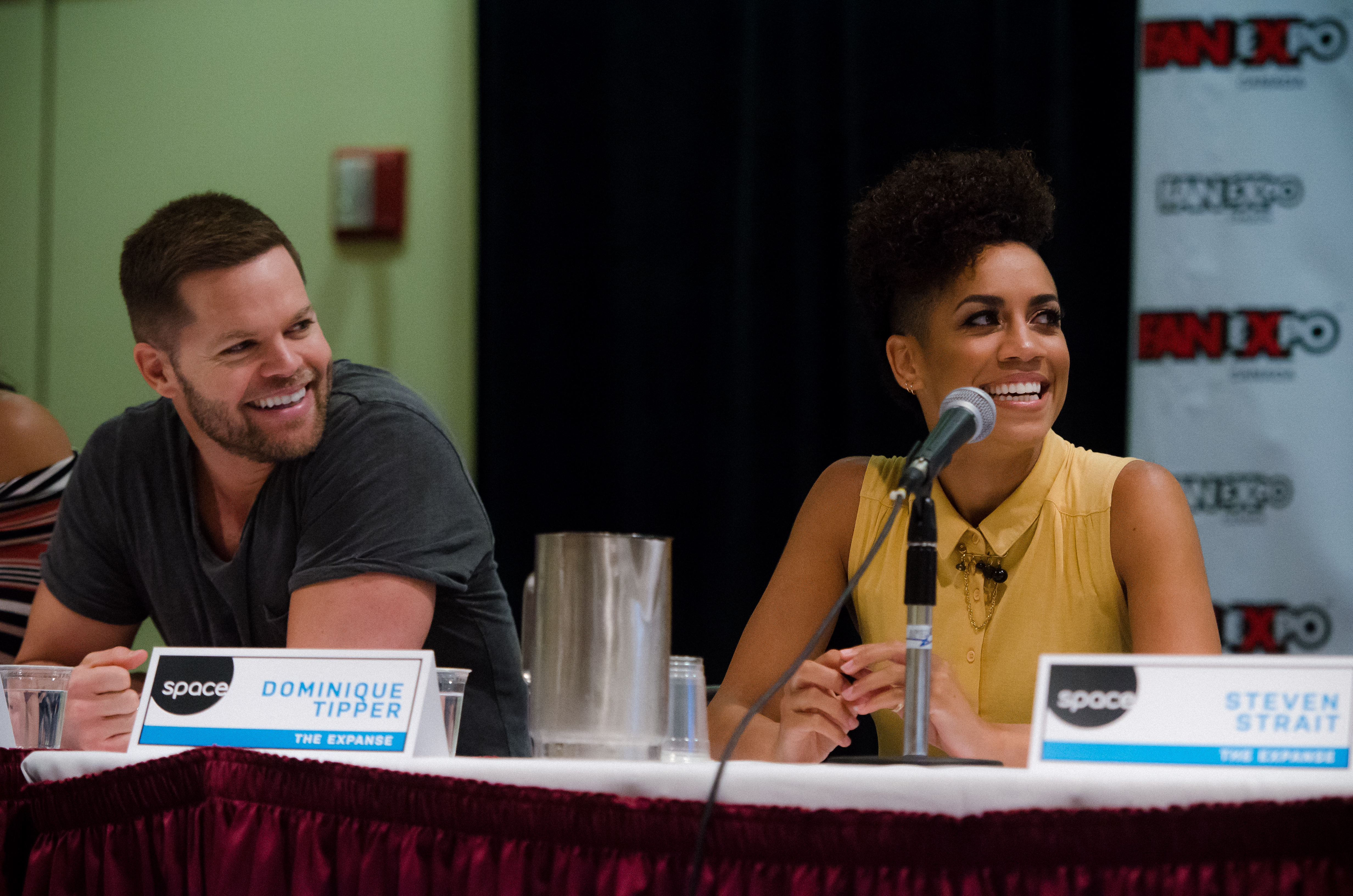
Wes Chatham und Dominique Tipper (2016)

John Wesley Chatham (* 11. Oktober 1978 in Atlanta, Georgia, Vereinigte Staaten) ist ein US-amerikanischer Schauspieler. Er ist mit Jenn Brown verheiratet. Seit 2003 war er in mehr als 20 Film- und Fernsehproduktionen zu sehen.

## Filmografie (Auswahl)
- 2003: Fighting Temptations (The Fighting Temptations)
- 2005–2006: Barbershop (Fernsehserie, 10 Folgen)
- 2007: Im Tal von Elah (In the Valley of Elah)
- 2008: W. – Ein missverstandenes Leben (W.)
- 2009: The Unit – Eine Frage der Ehre (The Unit, Fernsehserie, 8 Folgen)
- 2011: Husk – Erntezeit! (Husk)
- 2011: The Help
- 2012: The Philly Kid – Never Back Down (The Philly Kid)
- 2012: Political Animals (Miniserie, Folge 1x04)
- 2012: The Mentalist (Fernsehserie, Folge 5x06)
- 2013: This Thing with Sarah
- 2013: Baby Bleed (Kurzfilm)
- 2014: Hand of God (Fernsehserie, Folge 1x01)
- 2014: Warte, bis es dunkel wird (The Town That Dreaded Sundown)
- 2014: Die Tribute von Panem – Mockingjay Teil 1 (The Hunger Games: Mockingjay – Part 1)
- 2015: Broken Horses
- 2014: Die Tribute von Panem – Mockingjay Teil 2 (The Hunger Games: Mockingjay – Part 2)
- 2015–2022: The Expanse (Fernsehserie)
- 2016: All I See Is You
- 2018: Escape Plan 2: Hades
- 2020: Tenet
- 2023: Navy CIS: Hawaiʻi: Abgeschottet
- 2023: Ahsoka (Fernsehserie)